# Eunice Padilla
María Eunice Fabiola Padilla León (Distrito Federal), más conocida como Eunice Padilla, es una clavecinista, fortepianista y docente mexicana. Es integrante del ensamble de música barroca y novohispana La Fontegara, así como directora de la Academia de Música Antigua de la Universidad Nacional Autónoma de México.

## Formación
En 1990, se graduó de la licenciatura en piano en la Escuela Nacional de Música de la Universidad Nacional Autónoma de México, con el trabajo Tema con variaciones: Beethoven, Schubert, Haydn, por el que obtuvo mención honorífica y la medalla Gabino Barreda, bajo la dirección de su tío, el profesor Aurelio León Ptacnik. Posteriormente, inició estudios de clavecín con la maestra Luisa Durón y, en 1992, fue becada por la UNAM para realizar estudios de maestría en clavecín y fortepiano en el New England Conservatory of Music, bajo la tutela del maestro John Gibbons. En 2013, se doctoró en música, en el campo de tecnología musical, en la Escuela Nacional de Música de la UNAM, con la tesis "Diseño de software como auxiliar para el aprendizaje y práctica de la afinación de cinco temperamentos históricos y su comprobación como herramienta didáctica eficaz", con la que fue acreedora a mención honorífica y a la medalla Alfonso Caso.

## Trayectoria
Se ha presentado como concertista y recitalista en distintas salas de concierto en México, Estados Unidos, China, Europa y América del Sur. De 2006 a 2019, tuvo a su cargo la investigación y conducción del programa de radio semanal Bajo continuo, que se trasmitió por Opus 94.5 FM del Instituto Mexicano de la Radio. Fue becaria del Fondo Nacional para la Cultura y las Artes (FONCA) en su emisión 2001. Desde 1997, es integrante del ensamble La Fontegara, especializado en la interpretación historicista de la música de los siglos XVI y XVIII. Es profesora de tiempo completo en la Facultad de Música de la UNAM, en donde imparte las cátedras de clavecín y música de cámara, así como distintos seminarios de posgrado en torno a la música para fortepiano, al bajo continuo y a la afinación y temperamento de instrumentos de tecla. En enero de 2021 fue nombrada directora artística de la Academia de Música Antigua de la UNAM.

## Premios y distinciones
- Distinción Universidad Nacional para jóvenes académicos - Área creación y artística y difusión de la cultura, 1999.[11]
- Concurso de piano Ravel-Ibert-Villalobos - Primer lugar, 1987.[11]

## Discografía
- Arca de Música: Instrumental Music in New Spain, Vol 2 (2017, La Fontegara, Meridian Records)
- Arca de Música: Instrumental Music in New Spain, Vol. 1 (2017, La Fontegara, Meridian Records)
- Godfather: Telemann & C.P.E. Bach: Music for Flute, Harpsichord and Continuo (2012, La Fontegara, Meridian Records)
- Sonatas Novohispanas II (2004, La Fontegara, Urtext Digital Classics)
- Galant With An Attitude (2000, La Fontegara en colaboración con Old Post Road Music de Boston, Meridian Records)
- Sonatas Novohispanas I (2000, La Fontegara, Urtext Digital Classics)
- Resonancia, la sonata y otras formas instrumentales del barroco (La Fontegara, CD-ROM, coordinación)
- Barroco
- Galant